# Caecilia
Caecilia és un gènere d'amfibis gimnofions de la família Caeciliidae, originari de zones humides del nord i centre d'Amèrica del Sud i Panamà.

## Taxonomia
- Caecilia abitaguae
- Caecilia albiventris
- Caecilia antioquiaensis
- Caecilia armata
- Caecilia attenuata
- Caecilia bokermanni
- Caecilia caribea
- Caecilia corpulenta
- Caecilia crassisquama
- Caecilia degenerata
- Caecilia disossea
- Caecilia dunni
- Caecilia flavopunctata
- Caecilia gracilis
- Caecilia guntheri
- Caecilia inca
- Caecilia isthmica
- Caecilia leucocephala
- Caecilia marcusi
- Caecilia mertensi
- Caecilia nigricans
- Caecilia occidentalis
- Caecilia orientalis
- Caecilia pachynema
- Caecilia perdita
- Caecilia pressula
- Caecilia subdermalis
- Caecilia subnigricans
- Caecilia subterminalis
- Caecilia tentaculata
- Caecilia tenuissima
- Caecilia thompsoni
- Caecilia volcani